# Johnsonville (Illinois)
Pour les articles homonymes, voir Johnsonville.
Johnsonville est un village situé au nord du comté de Wayne dans l'Illinois, aux États-Unis,. Il est incorporé le 19 octobre 1901.

## Démographie
Lors du recensement de 2020, le village comptait une population de 72 habitants.